# Ariopsis assimilis
Ariopsis assimilis is een straalvinnige vissensoort uit de familie van de christusvissen (Ariidae). De wetenschappelijke naam van de soort is voor het eerst geldig gepubliceerd in 1864 door Günther.
De soort komt voor in de binnenwateren van Noord-Amerika en het westen van de Atlantische Oceaan en kan een maximale lengte bereiken van 32 cm. De soort komt zowel in zoet, zout als brak water voor en is gebonden aan een tropisch klimaat. De soort is voor de visserij van beperkt commercieel belang en komt niet voor op de Rode Lijst van de IUCN.